# 미국 심리학-법학회
미국 심리학-법학회(AP-LS,American Psychology–Law Society)는 법과 심리학의 연결점으로서 법심리학자뿐만 아니라 심리학을 법에 적용하는 데 관심이있는 일반 심리학자를위한 학술 단체이다. AP-LS는 미국심리학회(American Psychological Association) 41과로 활동하고 있으며 학술지인 '법과 인간행동'(Law and Human Behavior)를 출판한다.

## 같이 보기
- 법의학